# 熊本県道・大分県道135号高森竹田線
熊本県道・大分県道135号高森竹田線（くまもとけんどう・おおいたけんどう135ごう たかもりたけたせん）は、熊本県阿蘇市から大分県竹田市に至る一般県道である。

## 概要
熊本県阿蘇市波野大字波野から大分県竹田市大字竹田に至る。熊本県阿蘇市から大分県竹田市を最短で結ぶ道路である。
熊本県側の区間は道路が阿蘇市・阿蘇郡高森町の境界線と隣り合わせで並列しているが、大分県境までのほぼ全区間が未整備・未改良のため1車線となっており、すれ違いが困難な箇所があるほか、路面や斜面が崩落して通行止めになっている区間がある。一方、大分県側の区間は熊本県境付近のごく一部の区間を除き全線2車線で整備されており、荻町と同市街を結ぶ唯一の道路のため交通量が多く、大型車の通行も多く見られる。近年は道路拡幅工事、バイパス道路建設工事が進んでおり、通りやすくなってきている。終点付近の玉来地区では国道57号と並走し、竹田市大字竹田で国道502号に接続する。
また、竹田市大字玉来の上新道もすれちがい困難で通行困難であった。この問題を解消するため、2005年（平成17年）7月に大分県立竹田支援学校の脇に抜けるバイパス道路が完成し、翌2006年（平成18年）9月には100 m先の国道57号まで接続した。

### 路線データ
- 起点：熊本県阿蘇市波野大字波野[注釈 1]（国道265号交点）
- 終点：大分県竹田市大字竹田（大分県道・熊本県道・宮崎県道8号竹田五ヶ瀬線交点）
- 総延長：38.7 km

## 歴史
- 1959年（昭和34年）3月31日 - 大分県告示第374号により、県道高森竹田線として大分県側の路線認定（当時の整理番号は13）[1]。
- 1960年（昭和35年）4月1日 - 熊本県告示第203号により熊本県側の路線認定[2]。当時の整理番号は162号。
- 1973年（昭和48年）4月2日 - 大分県告示第250号により高森竹田線として路線認定[3]。

## 路線状況

### 重複区間
- 熊本県道217号河原新波野線（熊本県阿蘇市波野大字中江 地内）

### 道路施設

#### トンネル
起点から
- 大分県
  - 阿蔵トンネル：延長107 m、2010年（平成22年）竣工、竹田市
  - 新山手トンネル：延長66 m、2001年（平成13年）竣工、竹田市

## 地理

### 通過する自治体
- 熊本県
  - 阿蘇市[注釈 1]
- 大分県
  - 竹田市

### 交差する道路
| 交差する道路                                    | 都道府県名 | 市町村名 | 交差する場所 | 交差する場所                                                                             |
| ----------------------------------------------- | ---------- | -------- | ------------ | ---------------------------------------------------------------------------------------- |
| 国道265号                                       | 熊本県     | 阿蘇市   | 波野大字波野 | 起点                                                                                     |
| 熊本県道218号上色見草部線                       | 熊本県     | 阿蘇市   | 波野大字波野 |                                                                                          |
| 熊本県道217号河原新波野線 重複区間起点          | 熊本県     | 阿蘇市   | 波野大字中江 |                                                                                          |
| 熊本県道217号河原新波野線 重複区間終点          | 熊本県     | 阿蘇市   | 波野大字中江 |                                                                                          |
| 熊本県道41号高森波野線                          | 熊本県     | 阿蘇市   | 波野大字中江 |                                                                                          |
| 大分県道640号穴井迫荻線 大分県道695号久重野荻線 | 大分県     | 竹田市   | 荻町馬場     | 馬場交差点                                                                               |
| 大分県道639号神原玉来線                         | 大分県     | 竹田市   | 大字玉来     | 玉来西交差点                                                                             |
| 熊本県道・大分県道135号高森竹田線 / バイパス    | 大分県     | 竹田市   | 大字玉来     | 玉来旧道交差点                                                                           |
| 国道502号                                       | 大分県     | 竹田市   | 大字竹田     | 運動公園入口交差点                                                                       |
| 大分県道・熊本県道・宮崎県道8号竹田五ヶ瀬線     | 大分県     | 竹田市   | 大字竹田     | 終点                                                                                     |
| バイパス                                        |            |          |              |                                                                                          |
| 熊本県道・大分県道135号高森竹田線 / 現道        | 大分県     | 竹田市   | 大字玉来     | 玉来西交差点 / バイパス起点                                                              |
| 国道57号                                        | 大分県     | 竹田市   | 大字玉来     | バイパス終点【北緯32度57分6.7秒 東経131度22分17.1秒 / 北緯32.951861度 東経131.371417度】 |

### 交差する鉄道
- 豊肥本線

### 沿線
- 阿蘇市立波野小学校
- 阿蘇市立波野中学校
- 根子岳
- 荻岳
- 大戸ノ口
- 中江神楽殿
- 竹田市立荻小学校
- 荻郵便局
- 竹田市役所 荻総合支所
- 高鼻公園
- 荻の里温泉
- サンリブ竹田店
- 竹田市立総合運動公園
- 扇森稲荷神社
- 竹田市立南部小学校
- 竹田市立竹田中学校
- 大分県立竹田支援学校
- JR九州豊肥本線 玉来駅